# Mirleft
Mirleft ou Mirhleft (amazigue: ⵎⵉⵔⵍⴼⵜ) é uma comuna rural marroquina criada em 1992, localizada no sudoeste de Marrocos, na província de Sidi Ifni, circulo de Ifni e região de Guelmim-Oued Noun.
Tem uma área de 239 km² e em 2014 tinha 8.162 Habitantes. Está localizada a 140 km a sul de Agadir e a 30 Km da capital de província. O seu relevo é montanhoso e o seu clima é ameno temperado. Pratica-se sobretudo agricultura de sequeiro no seu território. A nível tribal a comuna é habitada pela tribo berbere dos Aït Boubker, da confederação dos Aït Baamrane.
Na primeira metade do século XX a parte norte da comuna fez parte do Protetorado Francês de Marrocos e a parte sul do Território Espanhol de Ifni. O forte que domina a aldeia, construído em 1935 e atualmente transformado em pousada, data desse período. A atmosfera e arquitetura ainda apresentam fortes reminiscências da ocupação espanhola. A principal atividade económica é a pesca, mas o turismo começa a ter alguma relevância, principalmente devido às suas praias, por alguns consideradas das melhores de Marrocos para a prática do surf e também à pesca desportiva. O soco (mercado) semanal realiza-se à segunda-feira.
Mirleft encontra-se na orla costeira da cordilheira do Antiatlas, o faz com que a maior parte da costa seja de altas falésias que mergulham no oceano, cortadas por inúmeros uádis (oueds, ribeiros) em cujas embocaduras se formaram pequenas praias. No interior junto à costa, a paisagem é de grandes colinas onde crescem cactos, palmeiras e argões.

## Demografia
A evolução demográfica da comuna foi a seguinte:
| Censo de:  | 2004  | 2014  |
| ---------- | ----- | ----- |
| Habitantes | 6.987 | 8.162 |

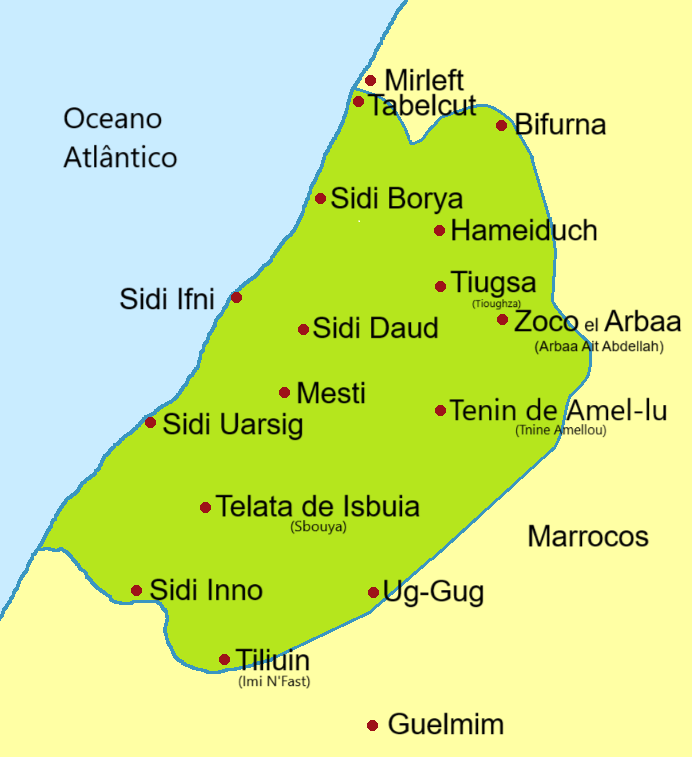
O território Espanhol de Ifni em 1957.